# Ispovijed
Ispovijed (lat. confessio) ili pomirenje (reconciliatio) jedan je od sedam svetih sakramenata kod katolika i pravoslavaca. Kod anglikanaca, ispovijed je dio slavlja unutar svete mise. Posebni oblici ispovijedi postoje i kod budističke i židovske vjere. Ovim sakramentom dobiva se oproštenje grijeha počinjenih poslije krštenja, pomirenje s Bogom i Crkvom. Pripada među sakramente ozdravljanja.
| Opraštati grijehe u Kristovo ime mogu samo svećenici koji su od crkvene vlasti dobili ovlast odrješivanja. Duhovni ucinci sakramenta Pokore jesu: pomirenje s Bogom; otpuštenje vječne kazne zaslužene smrtnim grijesima; otpuštenje, barem djelomično, vremenitih kazni kao posljedica grijeha; mir i spokoj savjesti, te duhovna utjeha; povećanje duhovnih snaga za kršćansku borbu. Pojedinačna i cjelovita ispovijed teških grijeha s odrješenjem ostaje jedinim redovitim sredstvom za pomirenje s Bogom i s Crkvom. Oprostima vjernici mogu dobiti za sebe, kao i za duše u čistilištu, otpuštenje vremenitih kazni koje su posljedice grijeha.— Katekizam Katoličke Crkve, 1495-1498 |

## Naziv
Naziva se i sakrament obraćenja, pokore i pomirenja.
Sakrament obraćenja, jer sakramentalno ostvaruje Isusov poziv na obraćenje;
sakrament pokore jer posvećuje osobni i zajednički put obraćenja i kajanja kršćana; sakrament ispovijedi jer je priznanje ili ispovijed grijeha pred svećenikom bitni elemenat ovog sakramenta; sakrament oproštenja jer, po svećenikovu sakramentalnom odrješenju, Bog daje pokorniku "oproštenje i mir"; sakrament pomirenja jer daruje grešniku ljubav Boga pomiritelja.

## Dijelovi sakramenta
Ispovijed je, kao i svi sakramenti, bogoslužni čin. Dijelovi su ovi: pozdrav i svećenikov blagoslov, čitanje Božje riječi radi prosvjetljenja savjesti i poticaja na skrušenost, poziv na kajanje; zatim ispovijed s priznanjem i očitovanjem grijeha svećeniku; nalaganje i prihvaćanje pokore; svećenikovo odrješenje; iskazivanje hvale i zahvalnosti Bogu i otpust sa svećenikovim blagoslovom.

## Biblijsko utemeljenje
Katolička Crkva biblijsko utemeljenje sakramenta ispovijedi nalazi u Isusovoj moći otpuštanja grijeha (npr. Evanđelje po Marku 2,10; 2,5; Evanđelje po Luki 7,48), te poslanjem što ga je on predao svojim učenicima kad im je rekao: »Kao što mene posla Otac i ja šaljem vas. - te nastavio - Kojima otpustite grijehe, otpuštaju im se; kojima zadržite, zadržani su im« (Evanđelje po Ivanu 20,21.23). Sudioništvo apostola u Isusovoj moći opraštanja grijeha izvodi se i iz Isusove riječi Petru: »Tebi ću dati ključeve kraljevstva nebeskoga, pa što god svežeš na zemlji, bit će svezano na nebesima, a što god odriješiš na zemlji, bit će odriješeno na nebesima« (Evanđelje po Mateju 16,19). Katolička Crkva stoga drži da je pomirenje s Crkvom neodvojivo od pomirenja s Bogom.

## Povijesni razvoj
U Katoličkoj Crkvi ovaj je sakrament prošao kroz značajan povijesni razvoj. Pomirenje kršćana, koji su nakon krštenja počinili teške grijehe (obično se navode idolopoklonstvo, ubojstvo i preljub) bilo je povezano s vrlo strogim mjerama. Kada bi doživjeli obraćenje i bili spremni vratiti se u kršćansku zajednicu, navlačili bi vreće te se izlagali javnoj pokori pred crkvenim vratima. Takvi su pokornici morali vršiti javnu pokoru koja je mogla trajati i više godina, prije nego prime službeno pomirenje. Teškim grešnicima bi se u korizmi redovito pridruživali i svi oni koji su smatrali da je ozbiljno narušen njihov odnos prema Bogu. U nekim se krajevima takvo pomirenje moglo dobiti samo jednom u životu.
U povijesti Crkve, ova je praksa zabilježena kod Tertulijana ( djelo Protv hereza), Hipolita ( djelo Apostolska tradicija), Origena (Homilije na Levitski zakonik) i Ciprijana (Nepokorni).
Od 7. stoljeća irski misionari, potaknuti primjerom istočnih monaha, u kontinentsku Europu uvode praksu »privatne« pokore, koja nije zahtijevala javno vršenje pokorničkih djela. Od tada se ovaj sakrament, kako na Istoku, tako i na Zapadu, vrši tajno između pokornika i svećenika. Takav se oblik sakramenta pomirenja u Katoličkoj i Pravoslavnim Crkvama u glavnim crtama održao i do danas. Svećenik nema posredničku ulogu u odnosu na Boga, već samo u odnosu na Crkvu, kojoj je Krist povjerio vršiti njegova otajstva.
Crkveni jubileji razdoblja su posvećena sveopćem pomilovanju i proširenim mogućnostima oprosta diljem Crkve te je sakrament pomirenja njihova neodvojiva sastavnica.

## Obred pomirenja i službenici sakramenta
Katolička Crkva i pravoslavlje drže da se taj čin pomirenja događa po vjeri koju vidljivo označuju sakramenti krštenja i pomirenja (ispovijedi), pri čemu je nužna uloga svećenika kao predstavnika Crkve. Te dvije crkve naime drže da se u sakramentu pomirenja ili ispovijedi događa, kako pomirenje s Bogom, tako i pomirenje s Crkvom.

## Temeljno ustrojstvo sakramenta ispovijedi
Sakrament ispovijedi u katoličkom nauku sastoji se od dva bitna elementa. Jedan od njih predstavljaju čini čovjeka koji se pod djelovanjem Svetoga Duha obraća. Ti čini uključuju kajanje, ispovijed i zadovoljštinu. Drugi element predstavlja Božje djelovanje po zahvatu Crkve koja po biskupu i njegovim prezbiterima u ime Isusa Krista daje oproštenje grijeha i određuje način zadovoljštine. Grešnik je tako izliječen i ponovno vraćen u crkveno zajedništvo.

## Obveza tajnosti
Crkva izjavljuje da je svaki svećenik koji prima ispovijedi obvezan, pod prijetnjom najstrožih kazni (ekskomunikacije), obdržavati posvemašnju tajnu o grijesima koje mu je pokornik ispovjedio. Nije mu dopušteno govoriti ni o onome što je u ispovijedi saznao o životu pokornika. Zabranjeno je i svako snimanje ili neko drukčije prenošenje sadržaja ispovijedi, što je i potvrđeno proglasom Kongregacije za nauk vjere iz 1988. godine s potpisom prefekta Josepha Ratzingera. Ispovjedna tajna, koja ne dopušta izuzetaka, zove se sakramentalni pečat jer ono što je pokornik očitovao svećeniku ostaje „zapečaćeno” sakramentom. Ispovjedna tajna obvezuje i sve vjernike koji bi se mogli naći u situaciji da čuju tuđu ispovijed. Radi očuvanja ispovjedne tajne, neke biskupije (pr. Lincolnska) zabranile su svećenicima unošenje mobitela u ispovjedaonicu.
Neki svećenici koji su podnijeli mučeništvo kako ne bi prekrišili ispovjednu tajnu kasnije su i proglašeni svetima: Ivan Nepomuk, Mateo Correa Magallanes, Felipe Císcar Puig i Fernando Olmedo Reguera.

## Svrha i učinak sakramenta
Svrha i učinak ovog sakramenta je, pomirenje s Bogom. Oni koji primaju sakrament Pokore raskajana srca i s religioznim raspoloženjem, postižu "mir i spokoj savjesti zajedno s jakom duhovnom utjehom". Sakrament pomirenja s Bogom donosi istinsko "duhovno uskrsnuće", vraća dostojanstvo i dobra života djece Božje, od kojih je najdragocjenije Božje prijateljstvo. Oni koji pristupaju sakramentu Pokore primaju od Božjeg milosrđa oprost uvrede Bogu učinjene i ujedno se pomiruju s Crkvom.
Pokornik kome je oprošteno pomiruje se sa samim sobom u najintimnijoj dubini svoga bića, gdje dobiva natrag vlastitu unutarnju istinu; pomiruje se s ljudima koje je na neki način uvrijedio i ranio; pomiruje se s Crkvom; pomiruje se s čitavim svemirom. Na taj način sakrament ispovijedi ne ozdravlja samo jednog grešnika, nego, ozdravljajući njega, ozdravlja i cijelo tijelo Crkve.

## Zadaci vjernika pri ispovijedi
Kajanje je na prvome mjestu. To je "bol duše i osuda počinjenog grijeha s odlukom više ne griješiti". Priznanje grijeha svećeniku, bitni je dio sakramenta Pokore: "Pokornici moraju u ispovijedi nabrojiti sve smrtne grijehe kojih su svjesni nakon što su se pomno ispitali, čak i ako je riječ o najtajnijim grijesima i počinjenim samo protiv dviju zadnjih od Deset Božjih zapovijedi, jer ponekad ti grijesi teže ranjavaju dušu te su opasniji od onih koji se čine javno" Kad Kristovi vjernici nastoje ispovjediti sve grijehe kojih se sjećaju, sve ih bez sumnje predočuju Božjem milosrđu da im ih oprosti. Naprotiv, koji rade drugačije te svjesno zataje neki grijeh, ne predlažu božanskoj dobroti ništa što bi im mogla po svećeniku oprostiti. Jer "ako se bolesnik stidi otkriti liječniku ranu, ovaj ne može liječiti što ne poznaje". Prema crkvenoj zapovijedi, "svaki vjernik koji je došao do zrele dobi treba ispovjediti, najmanje jedanput godišnje, teške grijehe kojih je svjestan". Tko je svjestan da je učinio jedan smrtni grijeh, ne smije primiti svetu pričest, pa makar osjećao veliko kajanje, a da prethodno nije primio sakramentalno odrješenje, osim ako se radi o teškom razlogu da se pričesti, a nije mu moguće pristupiti svećeniku. Djeca treba da pristupe sakramentu Pokore prije nego po prvi put prime svetu pričest.

## Zadovoljština
Prema Katekizmu Katoličke Crkve: Mnogi grijesi nanose štetu bližnjemu. Treba učiniti što je moguće da se šteta nadoknadi (npr. vratiti ukradene stvari, popraviti dobar glas oklevetanom, izliječiti rane). To je zahtjev obične pravednosti. Osim toga grijeh ranjava i samoga grešnika, kao i njegove odnose s Bogom i bližnjim. Odrješenje briše grijeh, ali ne popravlja sve nerede što ih je grijeh uzrokovao. Grešnik, nakon što je rasterećen od grijeha, još treba ponovno steći puno duhovno zdravlje. Mora, dakle, učiniti nešto više da ispravi svoje krivnje: na prikladan način treba "zadovoljiti" ili "okajati" svoje grijehe.

## Zajednička ispovijed u iznimnim okolnostima
U slučaju teške potrebe može se pribjeći zajedničkom slavlju pomirenja s općom ispovijedi i skupnim odrješenjem. Takva teška potreba može se pojaviti kada prijeti neposredna smrtna opasnost, a jedan ili više svećenika nemaju dovoljno vremena saslušati ispovijed svakoga pokornika. Teška potreba može biti i onda kad, s obzirom na broj pokornika, nema na raspolaganju dovoljno ispovjednika da u primjereno vrijeme saslušaju, kako treba, pojedinačne ispovijedi, tako da bi pokornici, bez svoje krivnje, bili prisiljeni dugo vremena ostati bez sakramentalne milosti ili svete pričesti. U tom slučaju, za valjanost odrješenja, vjernici moraju odlučiti da će u dužnom vremenu svoje grijehe pojedinačno ispovijediti.

## Ispovijed osjetljivih skupina
Vjernicima s oštećenjim sluha, govora ili vida pristupa se posebnom pastoralnom skrbi, brigom i otvorenošću, kako to propisuje Zakonik kanonskoga prava u točki 4. 777. kanona. Sakrament pomirenja može udijeliti svećenik na znakovnomu jeziku ili pisanim putem, što je učestalije, najčešće na način da gluhonijema osoba ili osoba s umnim ili tjelesnim oštećenjem napiše grijehe na papiru te ih predaje ispovjedniku. Također, gluhoslijepi se vjernici mogu ispovijediti pomoću namjenskih uređaja opremljenima Brailleovim pisačem. Nadalje, Kanonski zakonik ne zabranjuje ni ispovijed putem tumača (kanon 990.), kojega veže ispovjedna tajna.
Znakovito je kako je znakovni jezik osmislio španjolski katolički svećenik Juan de Pablo Bonet 1620. te on ubrzo ulazi u pastoralnu primjenu. Sveti Franjo Saleški se zbog svoga zalaganja za naobrazbu gluhih osoba, konkretno mladića Martina kojega je sreo na putovanju u La Roche, slavi kao nebeski zaštitnik gluhih.

## Stav protestanata
Protestantske denominacije odbacuju ulogu crkvenih službenika u pomirenju s Bogom te se sami ispovijedaju Bogu posredništvom Isusa Krista, smatrajući da Isus Krist ima posredničku ulogu u spasenju, a ne svećenik, Crkva ili sakramenti, sukladno Evanđelju - "Ako priznamo svoje grijehe, vjeran je on i pravedan: oprostit će nam grijehe i očistiti nas od svake nepravednosti" (1 Iv 1,9). Denominacije koje djeluju u Hrvatskoj, a prihvaćaju ta uvjerenja su (među ostalima) adventisti, baptisti, Crkva cjelovitog Evanđelja, Evangelička i Evanđeoska pentekostna crkva.
Katolički apologetici zamjeraju protestantskom stavu njegovo krivo tumaćenje svećenika kao "posrednika u spasenju tijekom ispovijedi". Naime, gornji argument pogrešno drži da svećenik "uzima posredničko mjesto Isusu" i time radi izravnu suprotnost s Novim zavjetom (1 Tim 2:5). Problem je što Katolička Crkva jednostavno tvrdi da svećenik provodi sakrament koji je Isus ustanovio, sukladno Evanđelju po Ivanu 20:23. Drugim riječima, svećenik ne uzima mjesto Isusa već zazivajući blagoslove Isusove žrtve na križu proglašava grijeh oproštenim (slično kao što tako čine i proroci u Starom zavjetu: 2 Sam 12:13 ).

## Vanjske poveznice
|  | Zajednički poslužitelj ima još gradiva o temi Ispovijed |
|  | Wikicitati imaju zbirke citata o temi Ispovijed         |